# Ultra low frequency
ULF è la sigla dell'inglese Ultra low frequency ("frequenza ultra bassa") e indica, nella designazione ITU, la parte dello spettro delle onde radio compresa tra 300 e 3000 Hz. Potendo attraversare la terra, queste frequenze vengono utilizzate per le comunicazioni in miniera.

## Terremoti
Alcune stazioni di controllo hanno segnalato che i terremoti a volte sono preceduti da impulsi ULF e ELF. Un esempio notevole di questo si è presentato prima del terremoto di Loma Prieta in California nel 1989.

## Altri usi
Comunicazioni ULF sono state utilizzate per trasmissioni militari segrete. Pubblicazioni NATO AGARD degli anni sessanta descrivono questi metodi nei particolari. Queste comunicazioni, denominate "Earth Mode", utilizzano elettrodi piantati a terra e sono in grado di percorrere alcuni chilometri. Questo metodo è stato ipotizzato da Nikola Tesla già nel 1899.